# 佐和みずえ
佐和 みずえ（さわ みずえ）は、日本の小説家。愛媛県西予市城川町出身の一卵性双生児の姉妹のペンネームである。
姉の芝寿美は愛媛県東温市、妹の高橋美和は大分県大分市在住。少女小説、漫画原作などを書く。

## 著書

### 小説
- 『恋愛受験生』 講談社X文庫 1987.11
- 『聖セブンティーン』 講談社X文庫 1988.5
- 『ディナーベルが鳴るとき』 講談社X文庫 1988.7
- 『独逸亭ラブストーリー』 講談社X文庫 1988.8
- 『パニック初恋城!』 講談社X文庫 1988.10
- 『ミルキーウェイでささやいて：パニック初恋城』 講談社X文庫 1989.6
- 『ウェディングロードでほほえんで：パニック初恋城』 講談社X文庫 1989.9
- 『初恋ツインズ教室ミステリー』 ポプラ社 1990.2（とんでる学園シリーズ）
- 『ラブステージで抱きよせて : パニック初恋城』 講談社X文庫 1990.2
- 『おばけピアノは鳴きやまない : パパはぶっとび迷探偵 1』 コアラ文庫 1990.3
- 『バレリーナはSOS : パパはぶっとび迷探偵 2』 コアラ文庫 1990.9
- 『あいつに恋の特効薬』 1-2 小学館 1991.7-1991.11（パレット文庫）
- 『降霊会にようこそ : パパはぶっとび迷探偵 3』 コアラ文庫 1991.2
- 『平成パニック初恋城』 講談社X文庫 1991.2
- 『ねらわれた白雪姫をすくえ!! : 初恋ツインズ』 ポプラ社 1991.3（とんでる学園シリーズ）
- 『空ゆく風のルカシュ 1』 大陸書房 1991.12（大陸ネオファンタジー文庫）七条沙耶名義
- 『お姫さまは名探偵』 光文社文庫 1992.5
- 『振袖令嬢の秘密 : お姫さまは名探偵2』 光文社文庫 1993.7
- 『烏珠抄』 二見書房 1993.11 七条沙耶名義
- 『空ゆく風のルカシュ』 1-4 学研 1994.11-1995.9（レモン文庫）七条沙耶名義
- 『花炎』 双葉社 1997.6
- 『別府華ホテル : 観光王と娘の夢』 石風社 2006.11
- 『草原の風の詩』 西村書店 2010.3
- 『江戸の空見師 嵐太郎』フレーベル館 2020.11
- 『コカチン 草原の姫、海原をゆく』静山社 2022.4

### エッセイ・ノンフィクション・絵本
- 『きらくに骨董』筑摩書房 1998.6（にこにこブックス）
- 『鷹匠は女子高生！』汐文社 2011.11
- 『走る動物病院』汐文社 2013.6
- 『よみがえる二百年前のピアノ』くもん出版 2014.9
- 『おしゃべりくりやま』鈴木出版 2014年 絵：ちばみなこ（こどものくにチューリップ版）
- 『あつあつやきりんご』家の光 2014年11月号掲載 絵：茶々あんこ
- 『パオズになったおひなさま』くもん出版 2014.12 絵：宮尾和孝
- 『拝啓、お母さん』フレーベル館 2017.7 絵：かんべあやこ
- 『すくすく育て！子ダヌキ ポンタ : 小さな命が教えてくれたこと』学研 2017.11
- 『チョコレート物語 : 一粒のおくり物を伝えた男』くもん出版 2018.2 絵：さくらいともか
- 『山の子テンちゃん : 空から落ちてきた小さないのち』汐文社 2018.12
- 『熊本城復活大作戦 : 地震から二十年かけて進む道のり』くもん出版 2020.3

### 漫画原作
- 『あこがれ♥二重唱』 佐藤まり子 講談社 1981.5（なかよしKC）
- 『おちこぼれ同盟』 佐藤まり子 講談社 1981.11（なかよしKC）
- 『ハイスクール恋予報』 小野佳苗 講談社 1983.1（フレンドKC）
- 『ぼくたちの行進曲』 水上澄子  講談社 1983.4（なかよしKC）
- 『蝶のように』 1-2 牧村ジュン 講談社 1983.12-1984.6（なかよしKC）
- 『蝶の舞う日』 1-3 牧村ジュン 講談社 1986.3-1986.12（なかよしKC）
- 『YUME式縁むすび』 伊東千江 講談社 1986（フレンドKC）
- 『グルメちっく戦争』 伊東千江 講談社 1987.1（フレンドKC）
- 『星を摘むドンナ』 1-2 さいとうちほ 小学館 1987.9-1987.11（フラワーコミックス）
- 『骨董屋優子』 1-5 三山のぼる 講談社 1997.8-1998.7（モーニングKC）
- 『古稀堂物語』 三山のぼる 講談社 1998.11（モーニングKC）